# Wie kommt ein so reizendes Mädchen zu diesem Gewerbe?
Wie kommt ein so reizendes Mädchen zu diesem Gewerbe? ist ein englischsprachiger deutscher Spielfilm aus dem Jahre 1969 von Will Tremper, dessen letzte Kino-Inszenierung dies war, mit dem Playboy-Bunny Barbara Benton in der Titelrolle.

## Handlung
Lynn Keefe ist eine naive 16-jährige Kleinstadt-Lolita aus Scranton (Pennsylvania), die es einerseits faustdick hinter den Ohren hat und um ihre Wirkung auf Jungs weiß, andererseits auch vom kleinbürgerlichen, großen Glück träumt. Als sie den etwas älteren Nick kennenlernt, glaubt sie, in ihm den Mann ihrer Träume gefunden zu haben. Während eines Ausflugs auf seinem Motorrad haben die beiden bei voller Fahrt Sex. Daraufhin ist Lynn schwanger und verlangt nun von Nick, dass er sie heiratet. Der denkt jedoch gar nicht daran und macht sich aus dem Staub. Lynn verlässt daraufhin die muffige Enge des Kleinstadtbürgertums und begibt sich auf eine lange Reise durchs Leben, in der Hoffnung, in der Welt „da draußen“ einen anständigen Mann zu finden, der sie heiraten will.
Sie zieht zunächst durch den Osten der USA, immer auf der Suche nach einem Job zum Überleben. Ihr erster Arbeitsplatz führt sie in ein Touristenhotel in den Catskill Mountains, wo sie als Bedienung arbeitet. Bereits dort wird Lynne von lüsternen Gästen wie dem fetten österreichischen Herrn Baumann angebaggert, der im Ruderboot auf dem Bergsee über Lynn herfällt. Allmählich beginnt Lynn ihre Wirkung auf die Männerwelt zu begreifen. In New York bricht Lynn auf dem Uni-Campus zusammen und verliert wenig später in der Klinik ihr Kind. Sie geht nach Philadelphia und versucht sich dort als fahrende Bedienung und Donutverkäuferin und Straßenhändlerin. Auf dem Weg nach Boston lernt sie einen alten Mann kennen, der von sich behauptet, einst Admiral der Handelsmarine gewesen zu sein. Er bietet ihr 100 Dollar für eine schnelle Nummer. Nun begreift Lynn, wie leicht es ist, schnell Geld zu verdienen. Der Admiral ist es auch, der sie bei der Ankunft in Boston unverblümt fragt: Wie kommt ein so reizendes Mädchen zu diesem Gewerbe?
In Boston hält sich Lynn als Fahrstuhlführerin über Wasser. Dann bietet ihr ein Musikproduzent einen Job in seiner Schallplattenproduktion an und verspricht Lynn, Teilhaberin zu werden. Doch auch er will Lynn nur ausnutzen und verlangt, dass sie mit einem seiner Musikstars ins Bett steigt. Auch in Miami, wo Lynn, mittlerweile 18 Jahre alt, auf ihrer langen Reise Zwischenstation macht, wird sie nicht wirklich glücklich auf der Suche nach der großen Liebe. Dort hält man sie für eine „Miss Luxemburg“, und die Pressemeute belagert sie. Die Dinge nehmen eine dramatische Wendung, als Lynn einen Mann namens Sam kennenlernt. Er verspricht ihr einen Verdienst von 3000 Dollar täglich, wenn sie sich als „Miss Luxemburg“ zahlungskräftigen Männern für sexuelle und andere Gefälligkeiten anbietet. Der Ölmagnat B. J. Hankins spendiert seinem Filius Billy Joe sogar eine Rundumbetreuung in der Horizontalen.
Mit Lynn im Schlepptau reist Sam nach Europa und will sie dort wiederum als „Miss Hollywood“ vermarkten, einen aufkommenden Filmstar. Sam lässt Lynn in Rom auf der Via Veneto rauf und runter flanieren, in der Hoffnung, dass einer der dort umherschwirrenden Klatschreporter sie entdeckt. Tatsächlich erhält Lynn in Cinecittà ihre erste Filmrolle und lernt dabei den hitzköpfigen, aber charmanten jungen Italiener Gino kennen, der der Sohn eines Mailänder Multimillionärs ist. Daraufhin versucht Sam, Lynn zu erpressen. Falls Gino nichts von Lynns Vergangenheit erfahren soll, müsse Lynn ihm 50.000 Dollar zahlen. Schließlich heiraten Gino und Lynn. Sam geht jedoch leer aus, da Gino wegen dieser als nicht standesgemäß betrachteten Ehe von seinem Vater enterbt wurde.
Gino und Lynn reisen mit 20.000 Dollar, die er sich von einer seiner Tanten geliehen hat, nach Monte Carlo, um alles im Casino einzusetzen. So wollen die beiden mit einem Schlag reich werden. Doch Gino verspielt alles. Lynn kehrt daraufhin zu alten Gewohnheiten zurück, geht mit einem sehr viel älteren, aber attraktiven Adeligen, genannt „Capitano“, ins Bett und erzählt diesem die Elendsgeschichte von ihr und ihrem Mann. Der Italiener stellt Lynn einen Scheck über 150.000 Lire aus. Dann aber stürmt Gino durch das Fenster ins Schlafzimmer und macht seiner Frau eine heftige theaterreife Szene. Der Capitano verlässt darauf das Zimmer und das junge Glück versöhnt sich im Lotterbett.

## Produktionsnotizen
Wie kommt ein so reizendes Mädchen zu diesem Gewerbe? entstand 1969 an mehreren Drehorten in den USA, der Bundesrepublik Deutschland und in Italien (so beispielsweise in Scranton, New York, Philadelphia, Boston, Miami, Rom und Monte Carlo) und wurde am 15. Januar 1970 uraufgeführt.
Das Titellied "How Did A Nice Girl Like You Get Into This Business?" war eine der ersten Filmkompositionen von Klaus Doldinger („Tatort“) und wurde von Jack Grunsky gesungen. Die Filmbauten entwarf u. a. Paul Sylos.

## Wissenswertes
Wie kommt ein so reizendes Mädchen zu diesem Gewerbe? war der Originaltitel bei der Kino-Uraufführung im Januar 1970. Nachdem mit diesem Titel jedoch die Kinosäle weitgehend leer geblieben waren, entschloss sich die produzierende Rialto-Film Horst Wendlandts zu einer Umbetitelung und brachte den nunmehr um 15 Minuten gekürzten Streifen unter Mir hat es immer Spaß gemacht erneut heraus.

## Kritik
Das Lexikon des internationalen Films empfand den Streifen als „Plump, langweilig und ohne Bezug zur sozialen Wirklichkeit.“